# Australische spookvleermuis
De Australische spookvleermuis (Macroderma gigas) is een vleermuis uit de familie der reuzenoorvleermuizen (Megadermatidae). Het is de enige soort van het geslacht Macroderma.

## Kenmerken
De Australische spookvleermuis is een grote vleermuis met zeer grote oren, die op het midden van de kop aan elkaar verbonden zijn. Het dier heeft geen staart. De rugvacht is grijsachtig, de vacht op buik, borst en gezicht is vuilwit. Om de ogen zit een donkere ring. De huid van bek, oren en vleugels is lichtbruin. De kop-romplengte bedraagt 98 tot 120 mm, de voorarmlengte 96 tot 112 mm, de oorlengte 44 tot 56 mm en het gewicht 75 tot 145 g.

## Leefwijze
Deze soort slaapt alleen in rustige grotten of mijnschachten, meestal in complexe systemen met meerdere openingen. Hij eet grote insecten, hagedissen, kikkers, kleine vogels en kleine zoogdieren, waaronder andere vleermuizen. De prooi wordt in de lucht gedood en dan naar een speciale voedingsplaats gedragen. In juli, augustus of september wordt een enkel jong geboren.

## Verspreiding
Deze soort komt voor in Noord-Australië. Hij komt voor in drie gescheiden gebieden in Noord-Australië: de Pilbara (West-Australië); van de Kimberley (West-Australië) door het noorden van het Noordelijk Territorium tot Noordwest-Queensland; en de oostkust van Queensland. In Midden-Australië is hij uitgestorven.

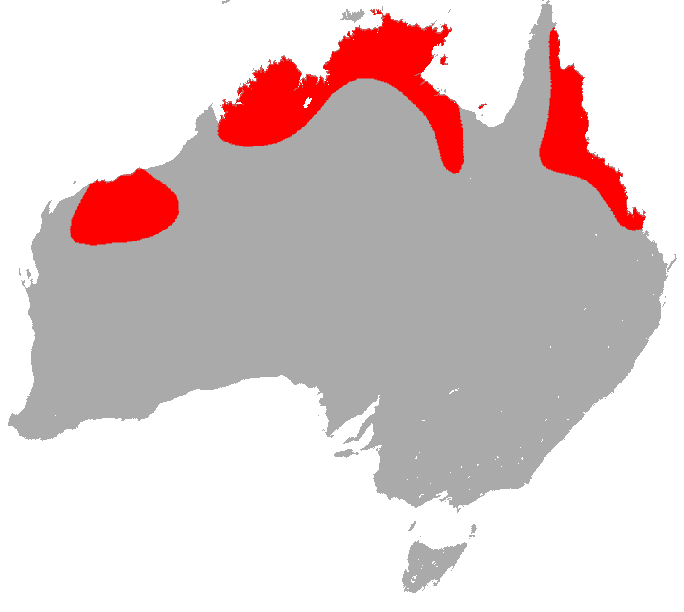
Verspreidingsgebied

De achteruitgang van de soort is gedeeltelijk te wijten aan de toenemende exploitatie van de grotten, waarin ze slapen, voor de winning van delfstoffen.